# Iglesia de San Bernardo de la Capilla
La Iglesia de Saint-Bernard de la Chapelle (Iglesia de Saint-Bernard de La Chapelle hasta 1860) es una iglesia católica del 18º distrito de París, en el barrio de La Goutte d'Or, en la calle Affre/Square Saint-Bernard. Está dedicada a Bernardo de Claraval.
La construcción de la iglesia comenzó en 1858 antes de la anexión del municipio de La Chapelle por parte de París en 1860, municipio que dio nombre al barrio de La Chapelle (72.º distrito de París) después de la anexión. Fue consagrada en 1861.
La iglesia en su totalidad (incluyendo la verja que la rodea, los escalones de la plaza y el suelo de la parcela) está inscrita como monumento histórico desde el 26 de noviembre de 2012, y fue clasificada el 18 de junio de 2015.

## Historia

### Construcción
En la primera parte del siglo XIX, la aldea de La Goutte d'Or, ubicada en el municipio de La Chapelle, se desarrolló y se convirtió en un verdadero barrio urbano. Se decidió construir una segunda iglesia como complemento de la Iglesia de Saint-Denys de La Chapelle, ubicada en el corazón del pueblo de La Chapelle.
Un primer proyecto preveía la construcción de la iglesia en un terreno entre la zanja de la compañía de ferrocarriles del Norte y la gran calle de La Chapelle (actual calle Marx-Dormoy), en el eje de la calle del Departamento (en el lugar del actual paso Ruelle).

Finalmente, la iglesia fue construida del otro lado de las vías del tren de la estación del Norte, entre 1858 y 1861, por el arquitecto Auguste-Joseph Magne. En la década de 1890, la actual calle Jean-François-Lépine fue abierta en el eje de la nueva iglesia.

Vue par Charles Marville vers 1862-1870
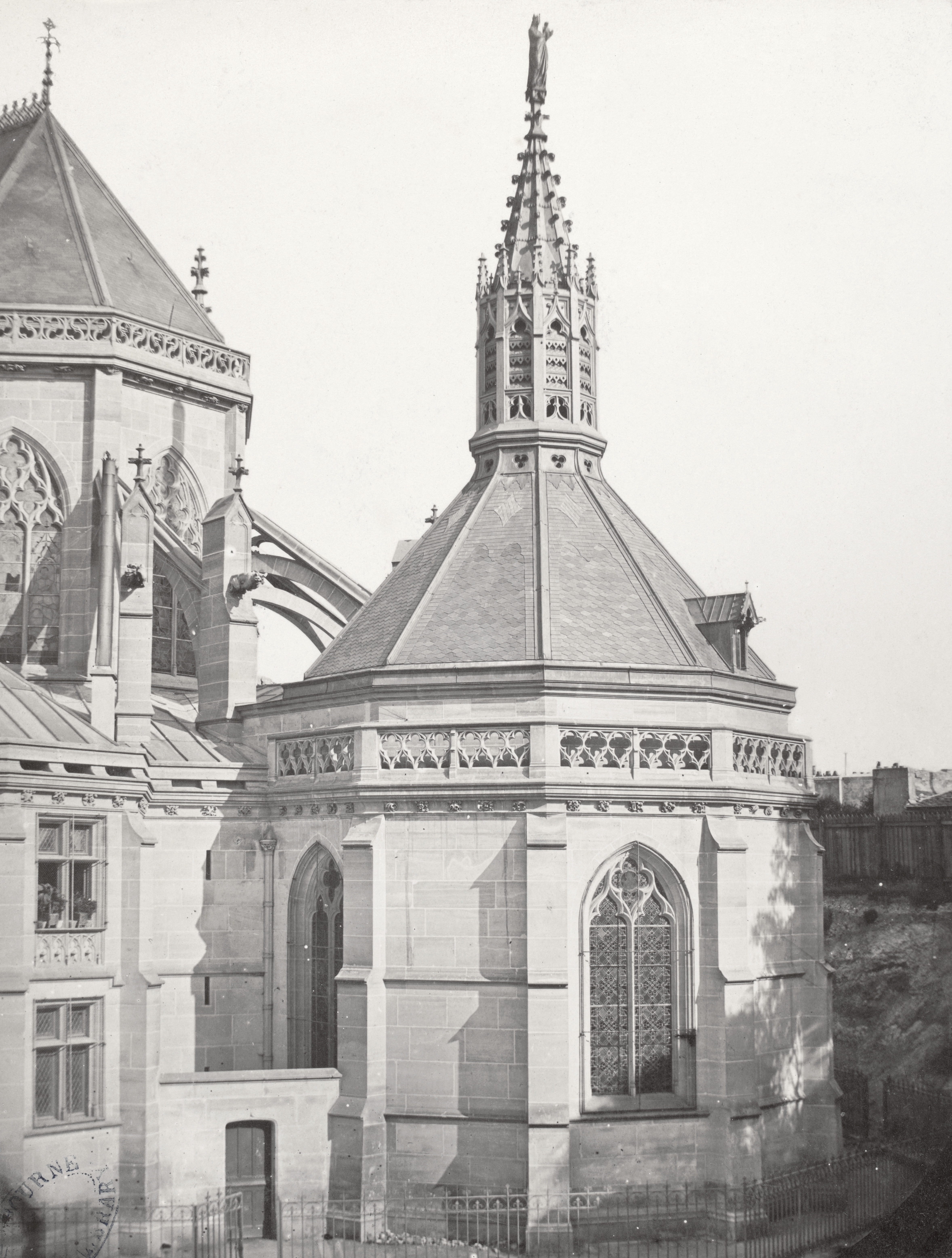
Cabecera
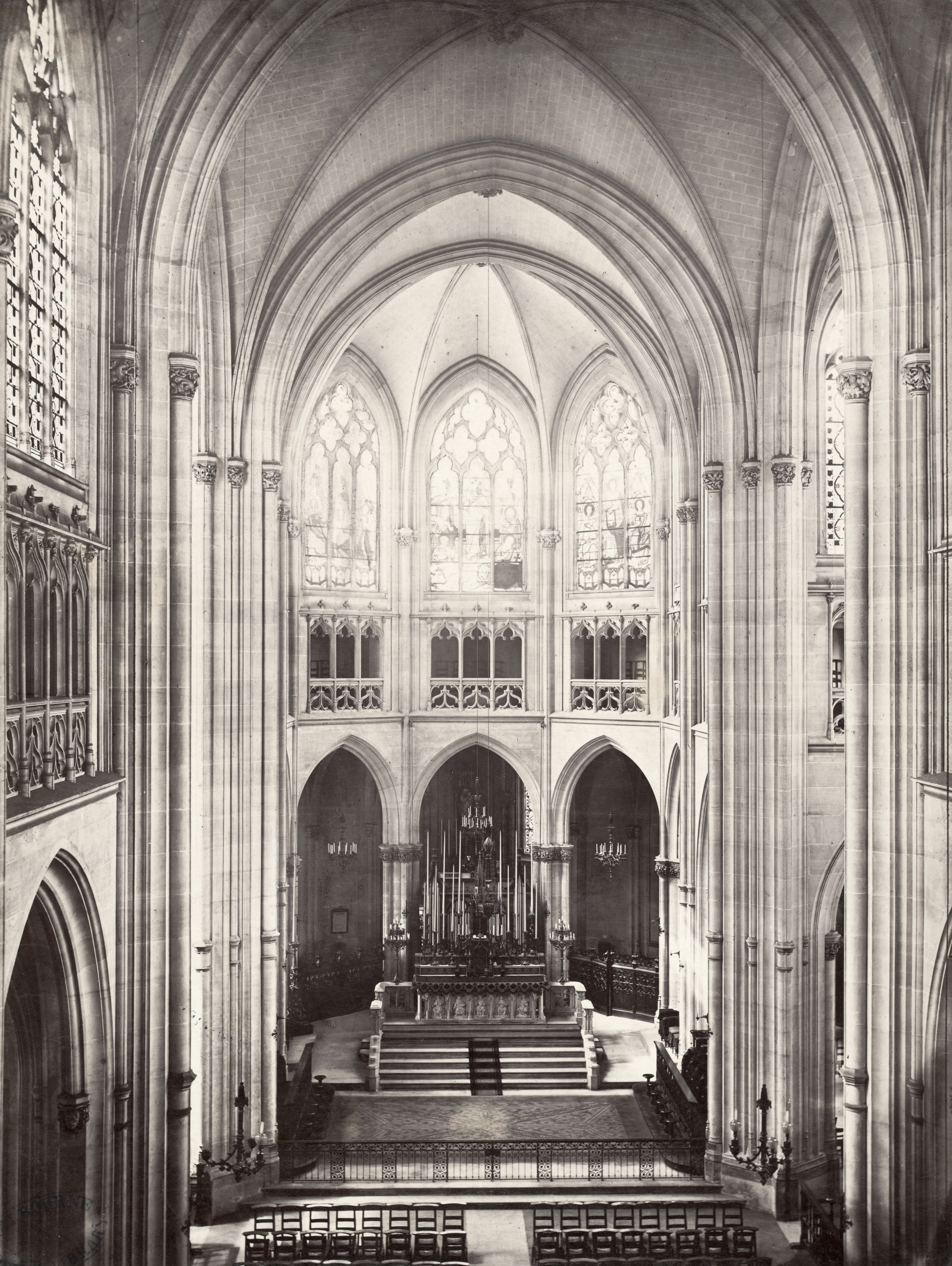
interior

### La comuna
Durante la Comuna de París de 1871, Louise Michel, una destacada figura de esta revolución, lideró en esta iglesia el club de la Revolución, un lugar privilegiado para la expresión popular, al igual que muchos otros clubes cuyas sesiones a menudo presidía. En ese momento, abogaba por una educación viva, escuelas profesionales y orfanatos laicos.

### Ocupación de la iglesia en 1996
El 28 de junio de 1996 trescientos extranjeros, la mayoría en situación irregular -en su mayoría malienses y senegaleses- comenzaron a ocupar la iglesia para pedir su regularización, habiendo presentado el flamante gobierno de Jacques Chirac propuestas de regularización consideradas decepcionantes (permiso de residencia de un año prorrogable por 48 personas). Primero ocuparon la iglesia de Saint-Ambroise en París el 18 de marzo de 1996, pero en aplicación de la ley pascual fueron expulsados indiferentes tras la visita del cardenal Lustiger, quien autorizó al sacerdote a entregar las llaves a la policía.
Luego ocuparon el gimnasio Japy el 22 de marzo, del que fueron desalojados por la policía dos días después, antes de ser recibidos en los locales de varias asociaciones y sindicatos. Luego, después de haber estado alojado en la Cartoucherie de Vincennes desde el 29 de marzo, luego ocuparon los almacenes en desuso de la SNCF en la rue Pajol, el 10 de abril. En torno a su acción se crea una fuerte cobertura mediática y se crea un colegio de mediadores. La frase " sin papeles fue ampliamente distribuido al público en general después de estas ocupaciones. Migrantes indocumentados llegan a la iglesia el 28 de junio de 1996, alrededor de las 17 horas y fueron autorizados a permanecer allí por el párroco, Henri Coindé.
El 23 de agosto de 1996 a las 7:30, tras una orden de desalojo, dirigida a la ocupación de la iglesia,  dictada de urgencia, sin que la expulsión haya sido confirmada por un juez, se despliegan 525 gendarmes móviles protegidos por 500 policías de las comisarías aledañas y 480 CRS para abrir la puerta de la iglesia con arietes y martillos y evacuar a los ocupantes. En total, la evacuación de la iglesia resultó en 220 arrestos, incluidos 210 inmigrantes indocumentados, 98 hombres, 54 mujeres y 68 niños, que fueron internados en el centro de detención de Vincennes. Aunque todos están en principio amenazados con una orden de deportación, solo ocho personas lo serán. Algunas personas dicen que los términos de esta expulsión son inconsistentes con una declaración de Jean-Louis Debré, el Ministro del Interior que ordenó la expulsión, de que este último actuaría " con humanidad y corazón". Este día se convirtió en una fecha importante en el movimiento de extranjeros en situación irregular en Francia
El episodio tuvo eco internacional En Francia, las manifestaciones reúnieeron a decenas de miles de personas contra la política del gobierno de Alain Juppé. Se inicia entonces un proceso de regularización caso por caso. Algunos extranjeros en situación irregular son deportados, pero muchos se quedan, tienen hijos nacidos en Francia, están casados o trabajan durante mucho tiempo en Francia. En noviembre de 1997 el Tribunal de Casación dictó sentencia sobre la evacuación de Saint-Bernard, juzgando que el interrogatorio de las personas que se encontraban en el recinto y posteriormente expulsadas era regular, autorizándose el hecho de manifestar públicamente su condición de extranjeros al sello del art. 8 de la orden de 2 de noviembre de 1945. 
La ocupación por extranjeros ilegales de la Iglesia de Saint-Bernard y la Cartoucherie de Vincennes inspiró la obra Et De repente, Noches de despertar.

### Los misioneros Scalabrinianos
La parroquia es hoy una de las dos parroquias de París, con la de Saint-Pierre de Chaillot, que está bajo la responsabilidad de los misioneros scalabrinianos. Es una congregación clerical creada en Italia a finales del siglo XIX, cuya misión es apoyar a los migrantes.

## Descripción

### Exterior
Se encuentra en 11 rue Affre. Está construido en estilo neogótico con una fachada inicialmente plana pero que se completó con un porche ofrecido por el municipio de París durante la integración del municipio de La Chapelle en la capital. Esta fachada presenta, por tanto, un pórtico, de estilo flamígero, realzado con arcos de galardón y sostenido por arbotantes. Un campanario con una aguja de 60 metros domina la iglesia.

Vue en 2015
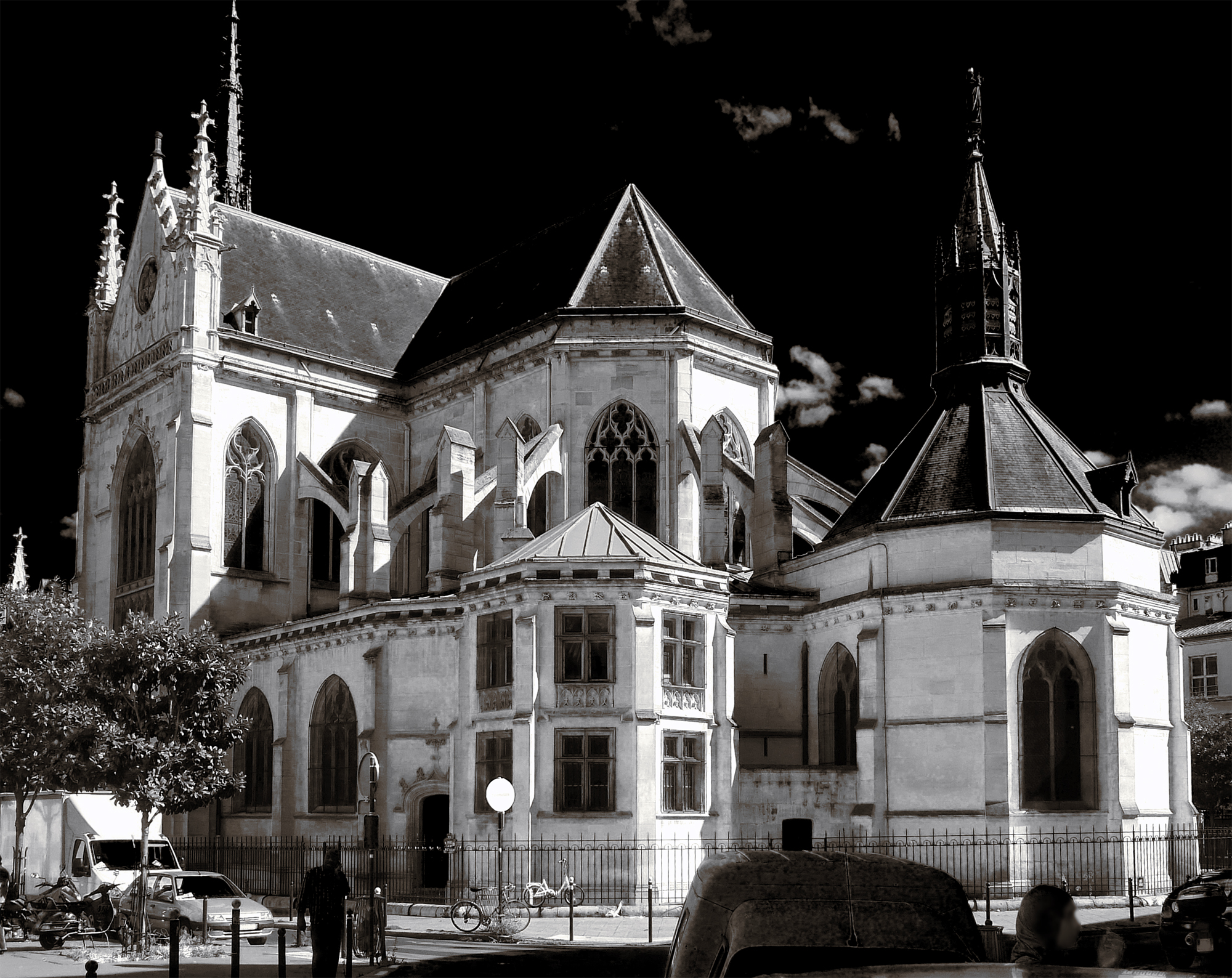
Ábside de la esquina de la rue Saint-Luc y la rue Saint-Mathieu
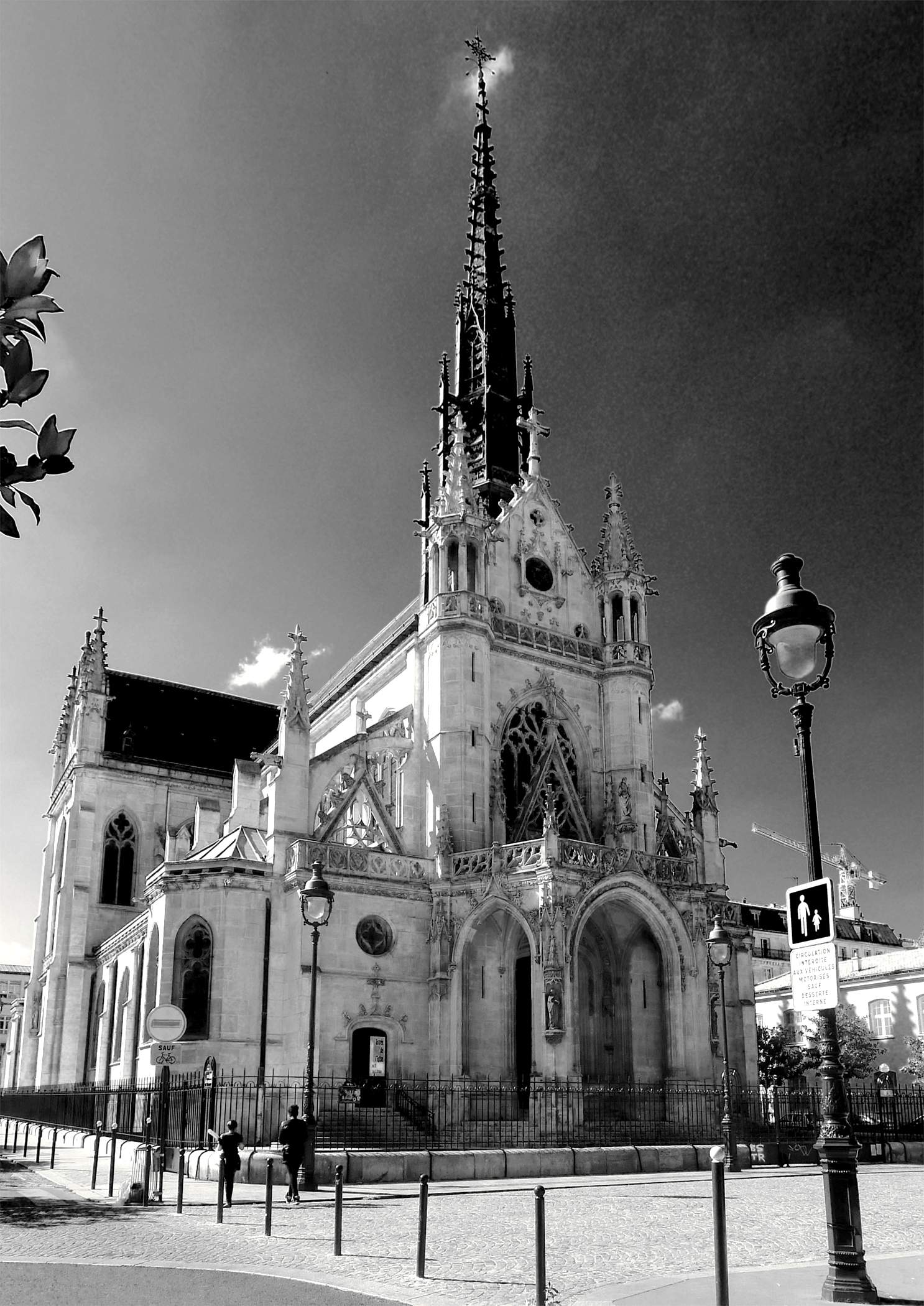
Fachada principal, calle Affre
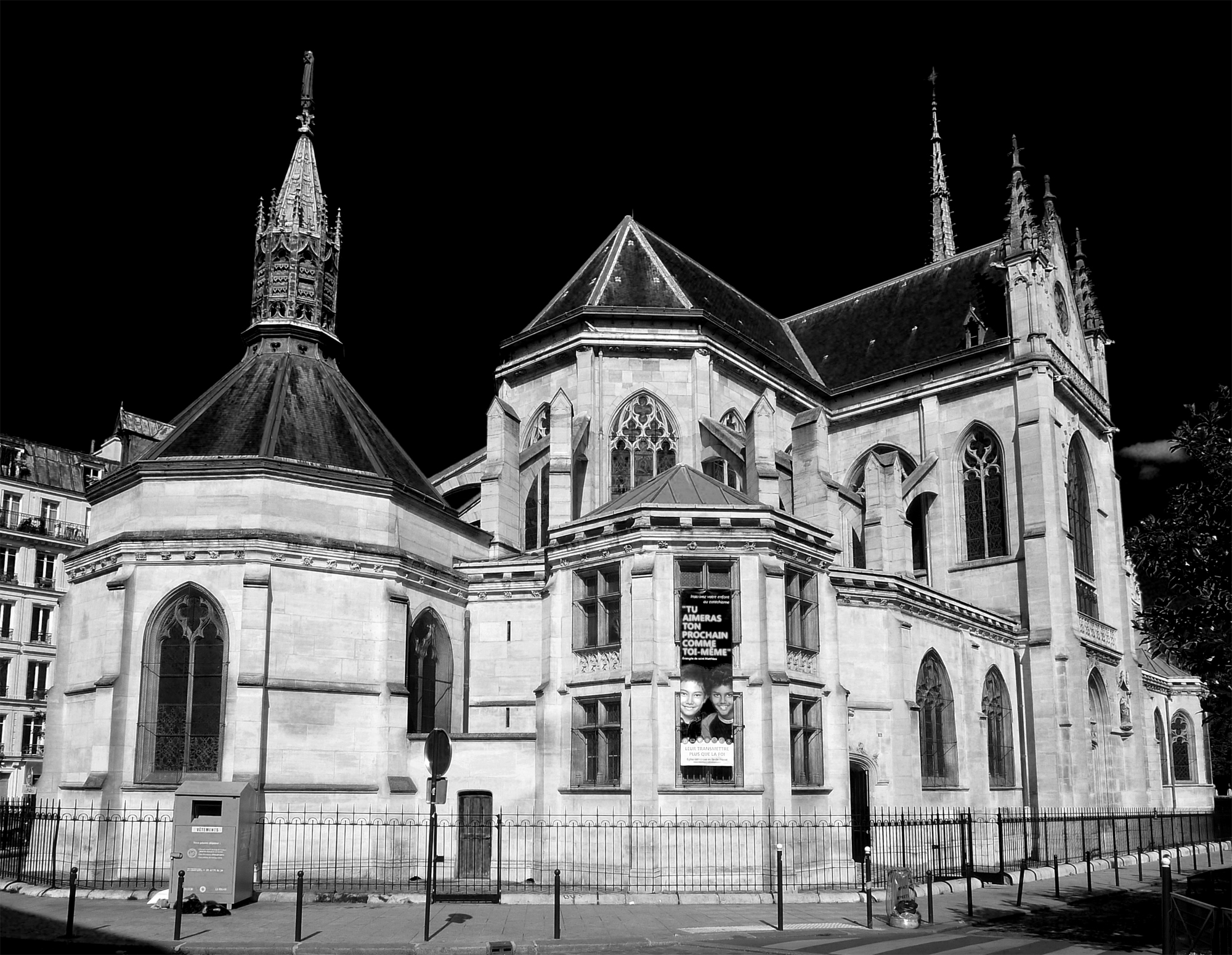
Junto a la cama, desde la esquina de la rue Saint-Luc y la rue Saint-Bruno

### Interior

#### Arquitectura

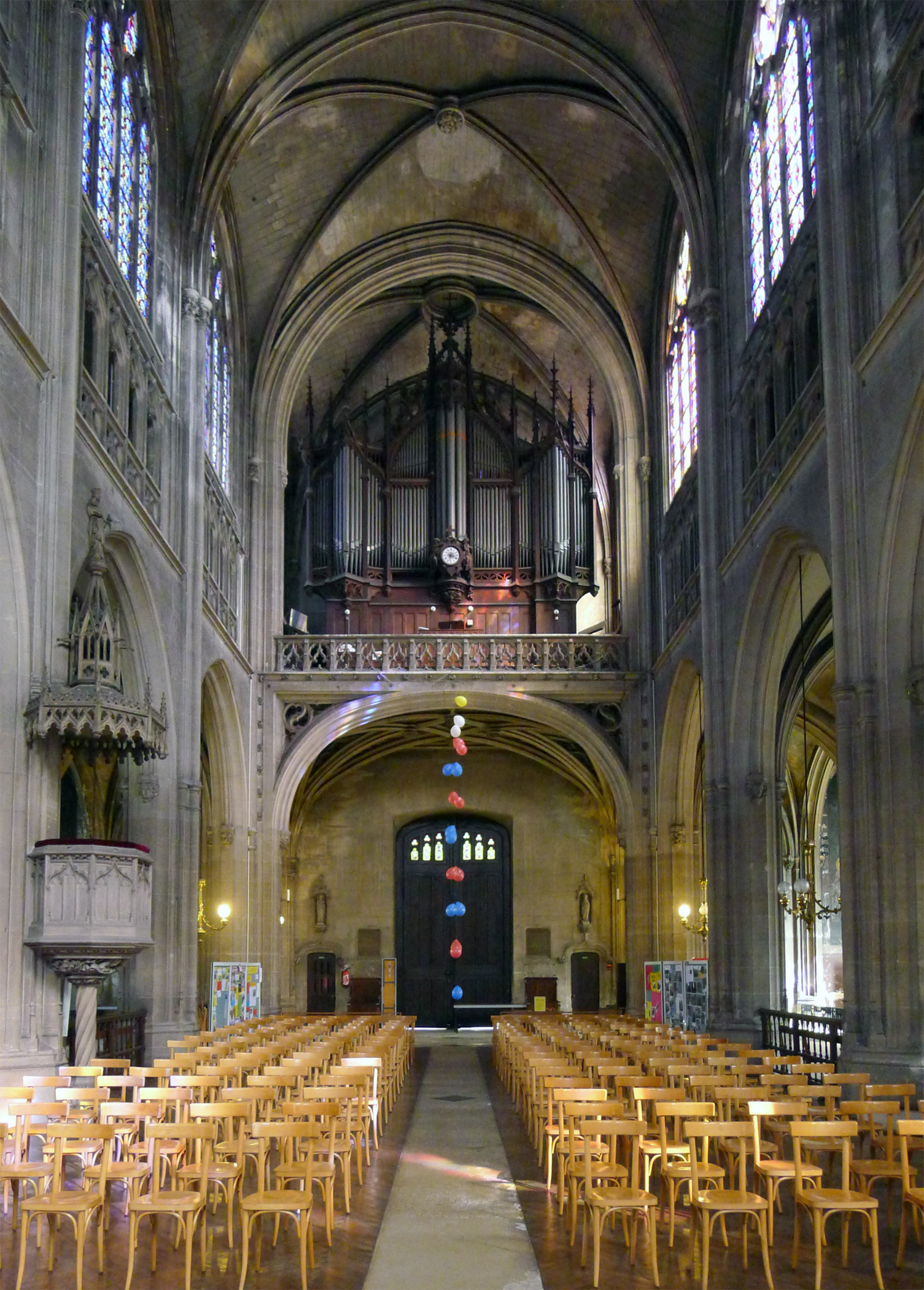
nave central
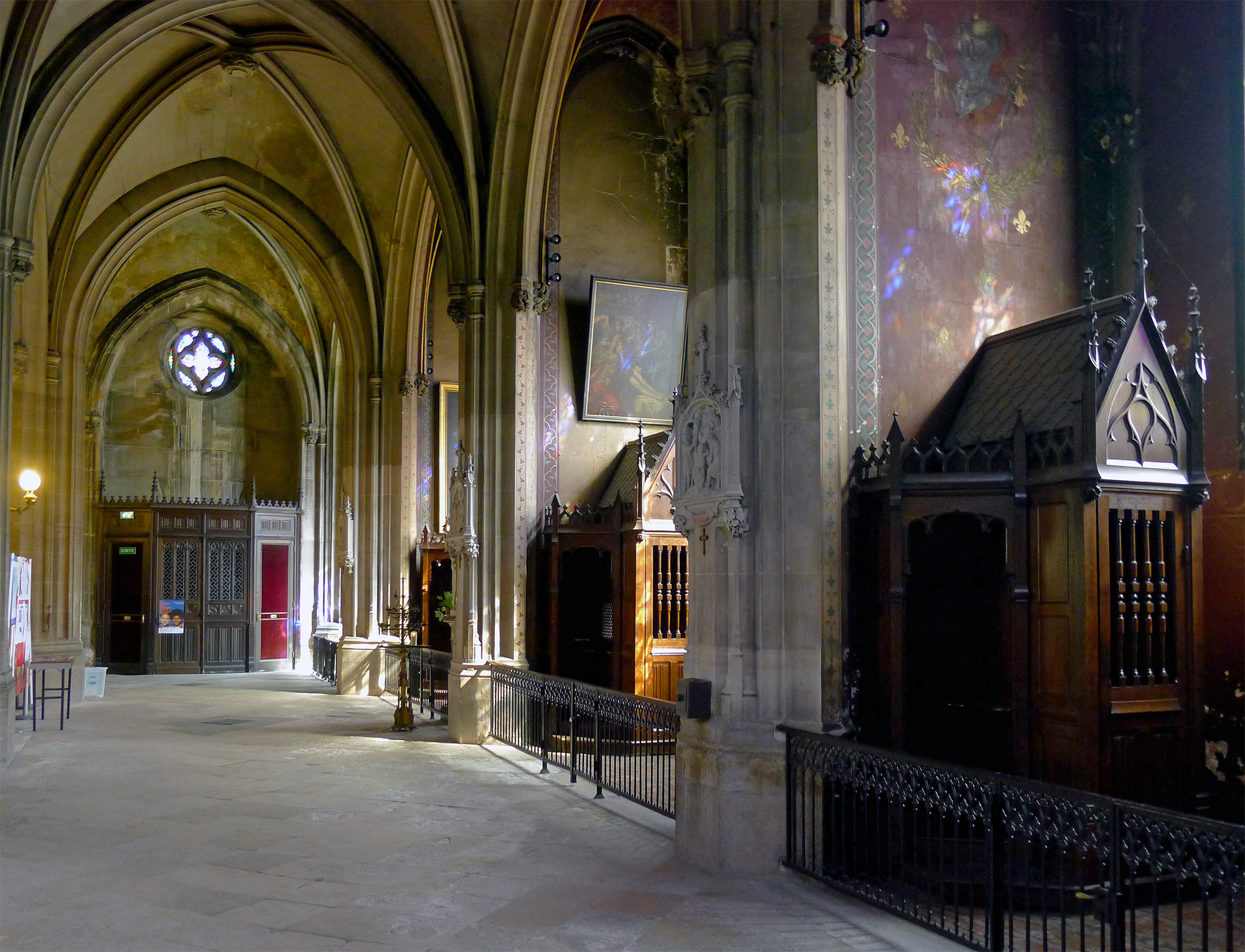
nave lateral
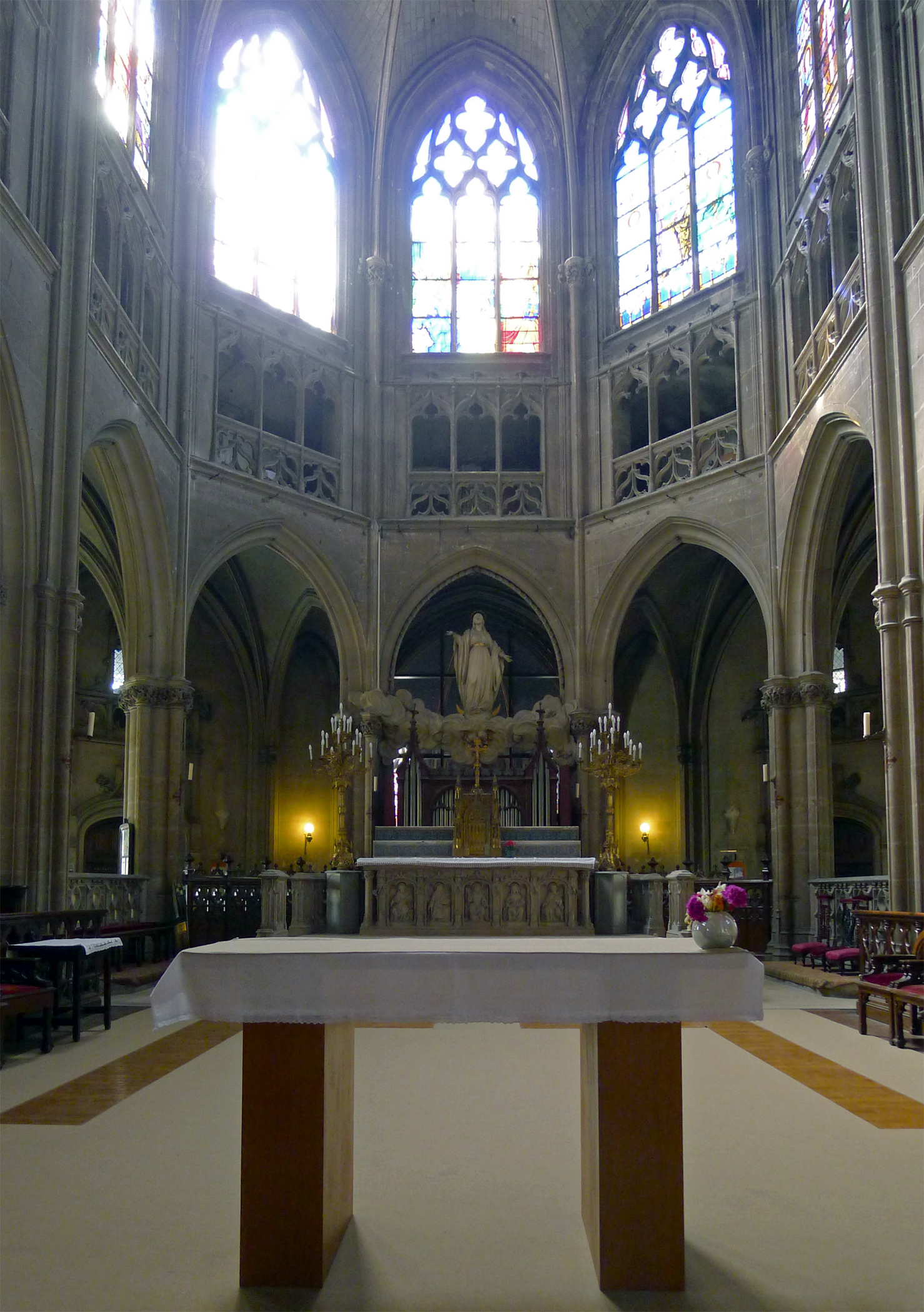
Coro

#### Muebles y obras de arte

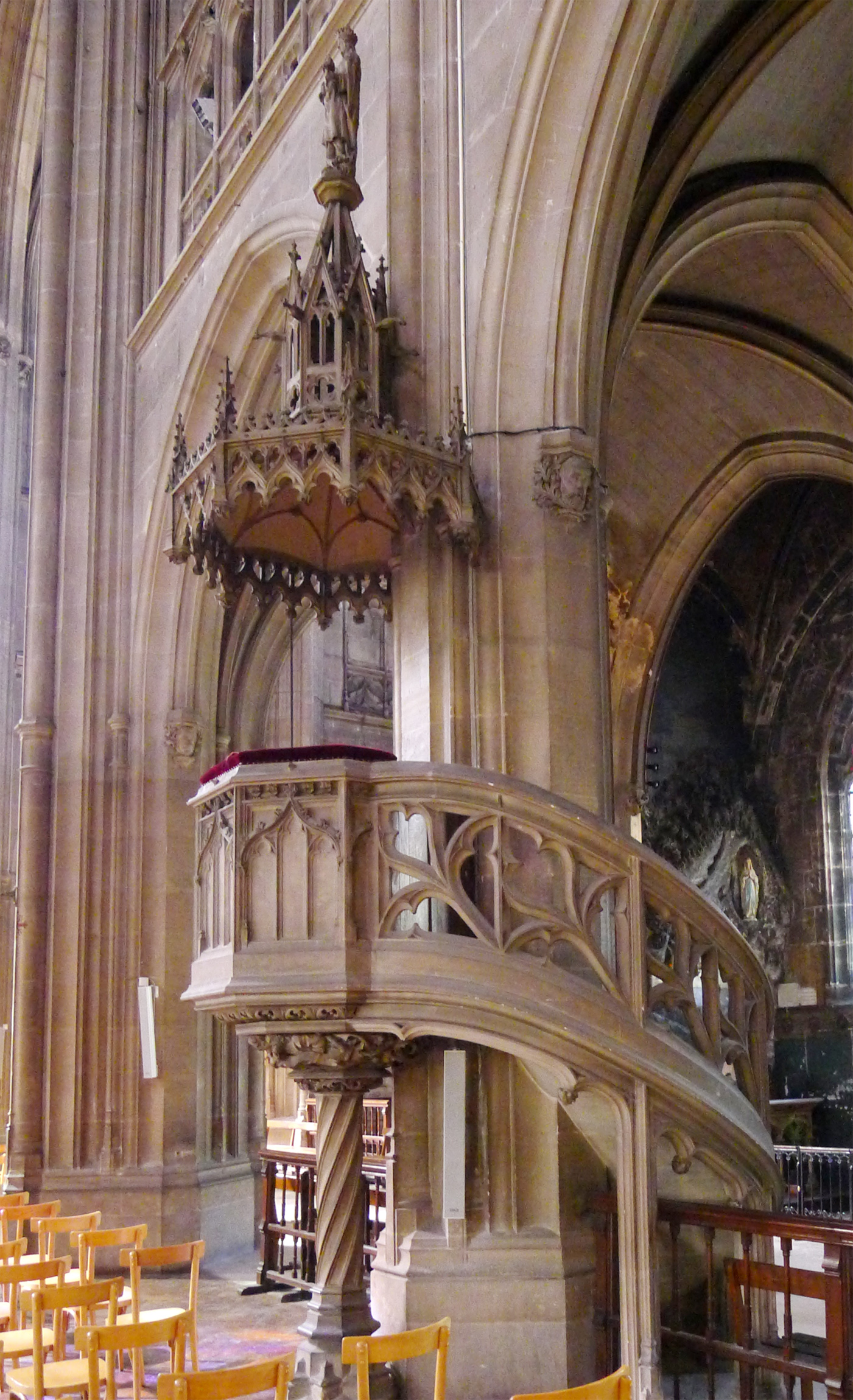
púlpito
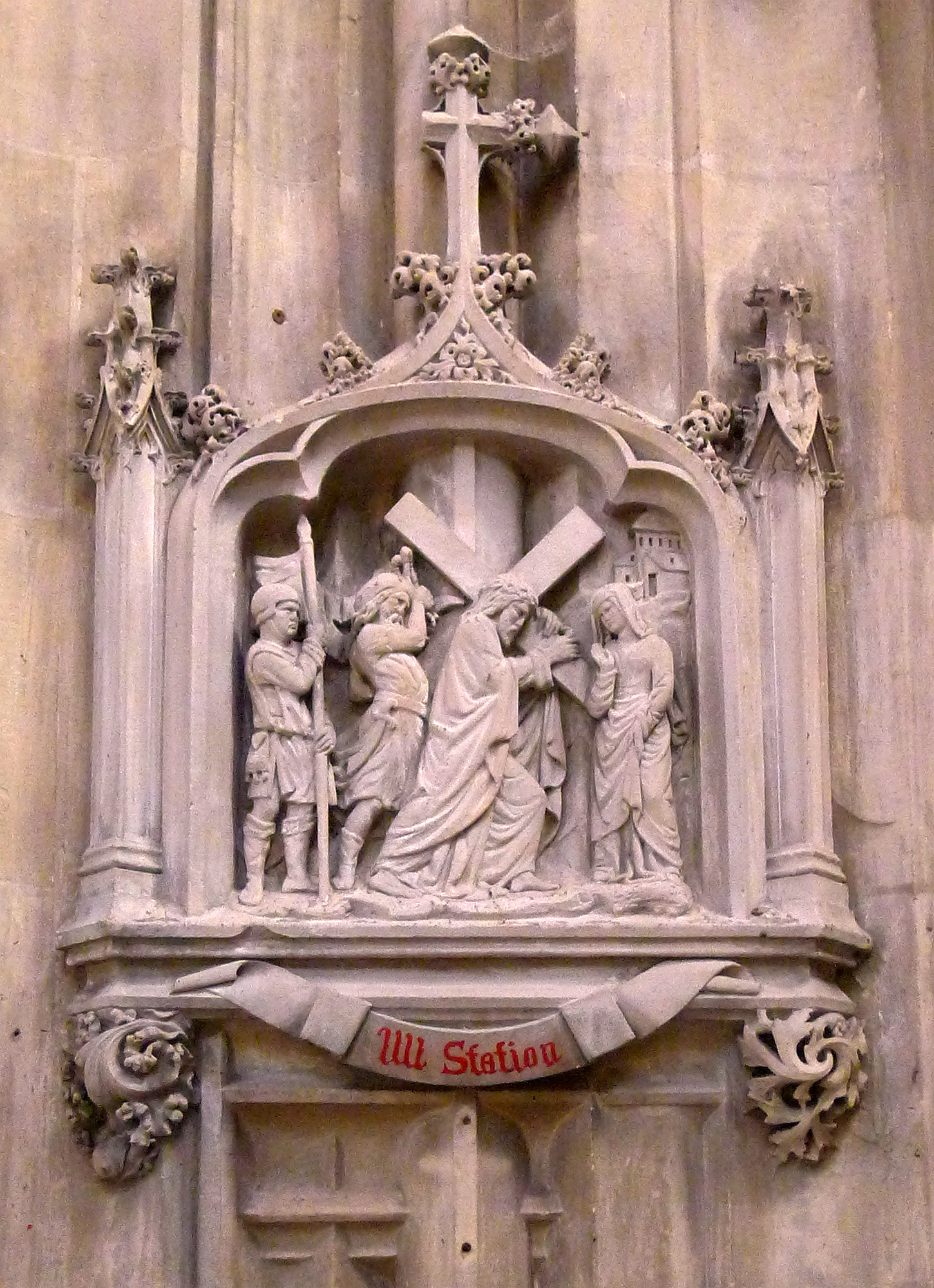
estación de la cruz
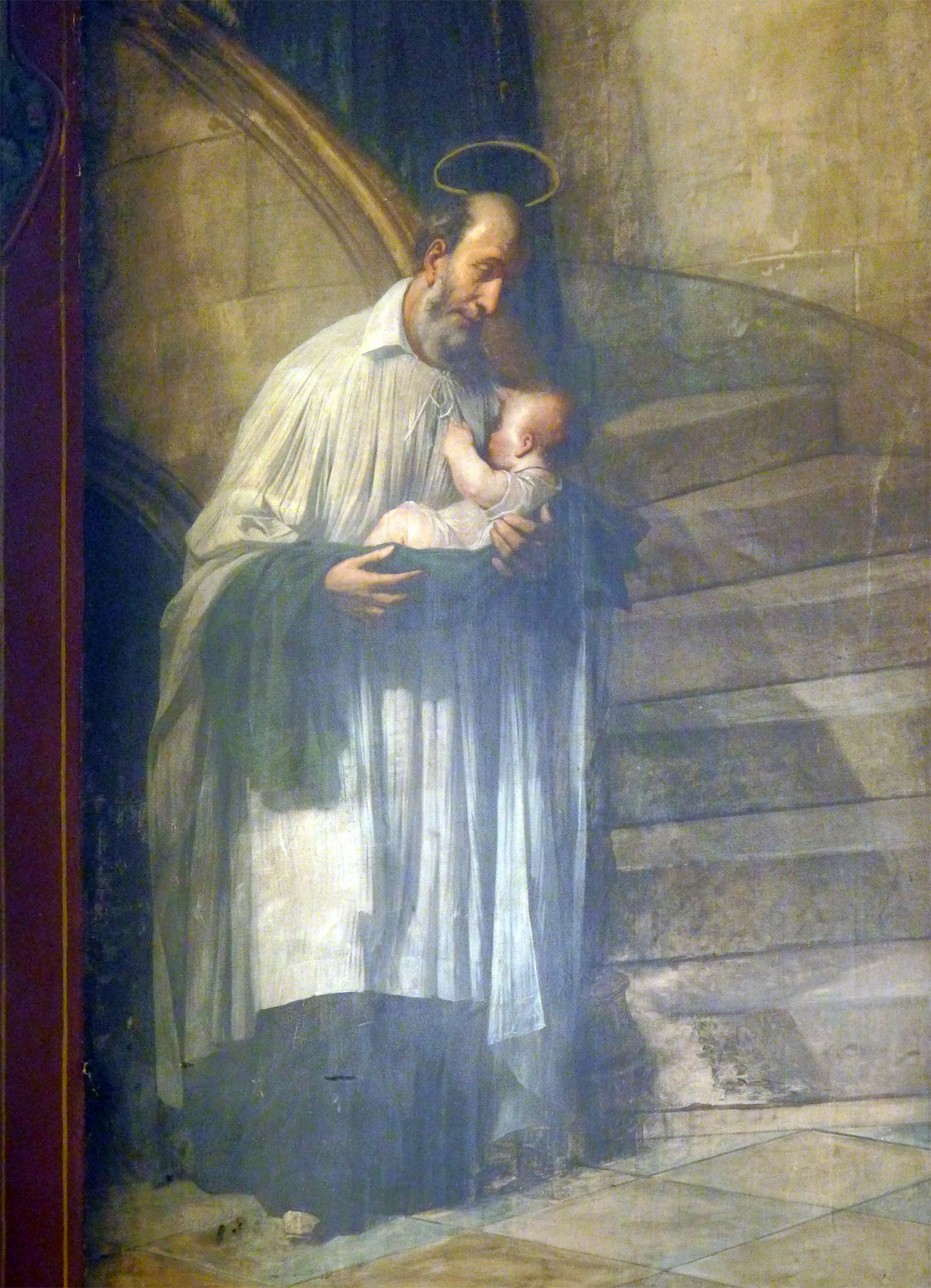
Detalle de un fresco de Claudius Jacquand

#### El órgano
La iglesia conserva un órgano Cavaillé -Coll de 1863 . Charles-Alexis Chauvet lo ocupó desde 1863 hasta 1866.

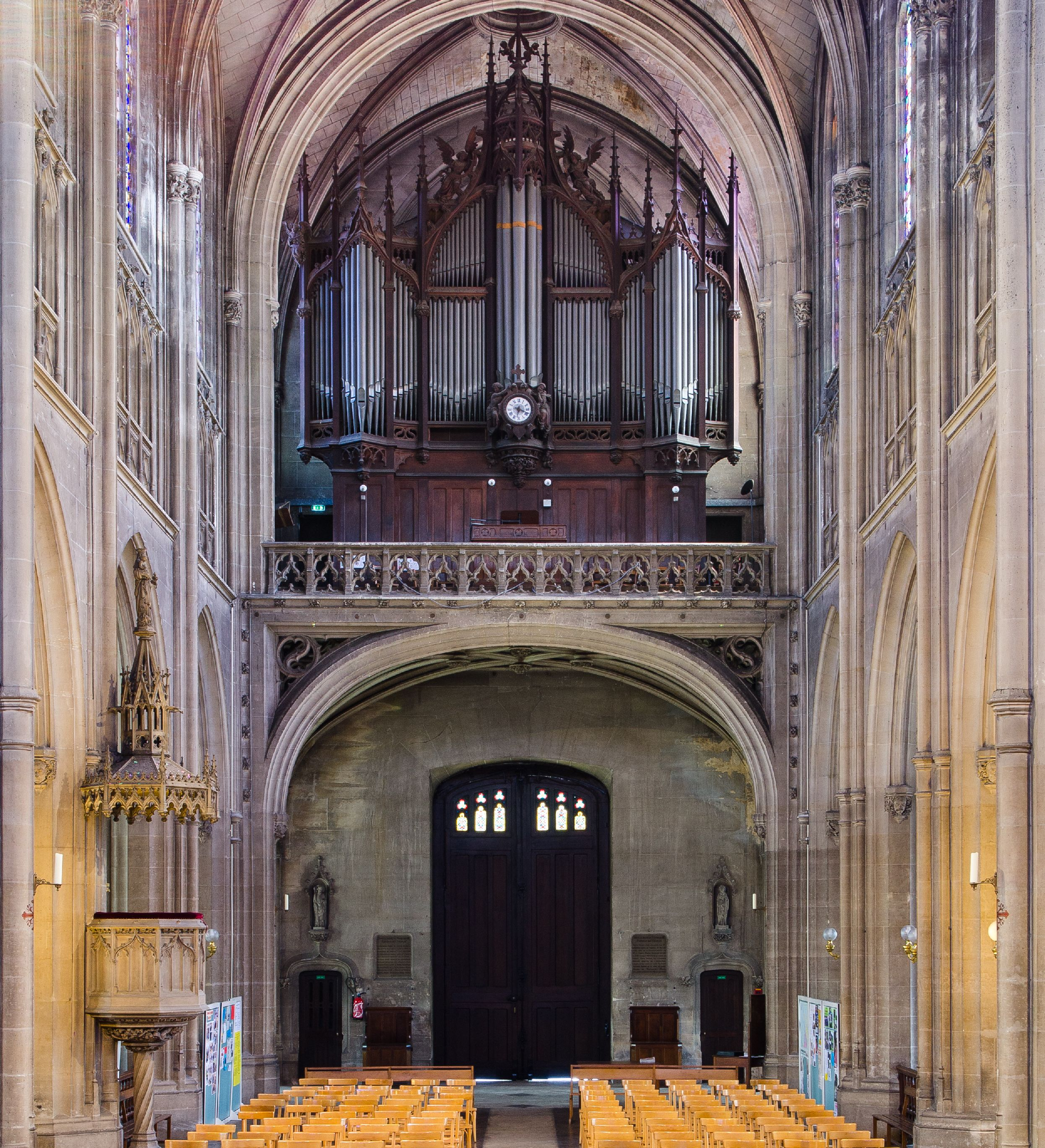
desván de órgano
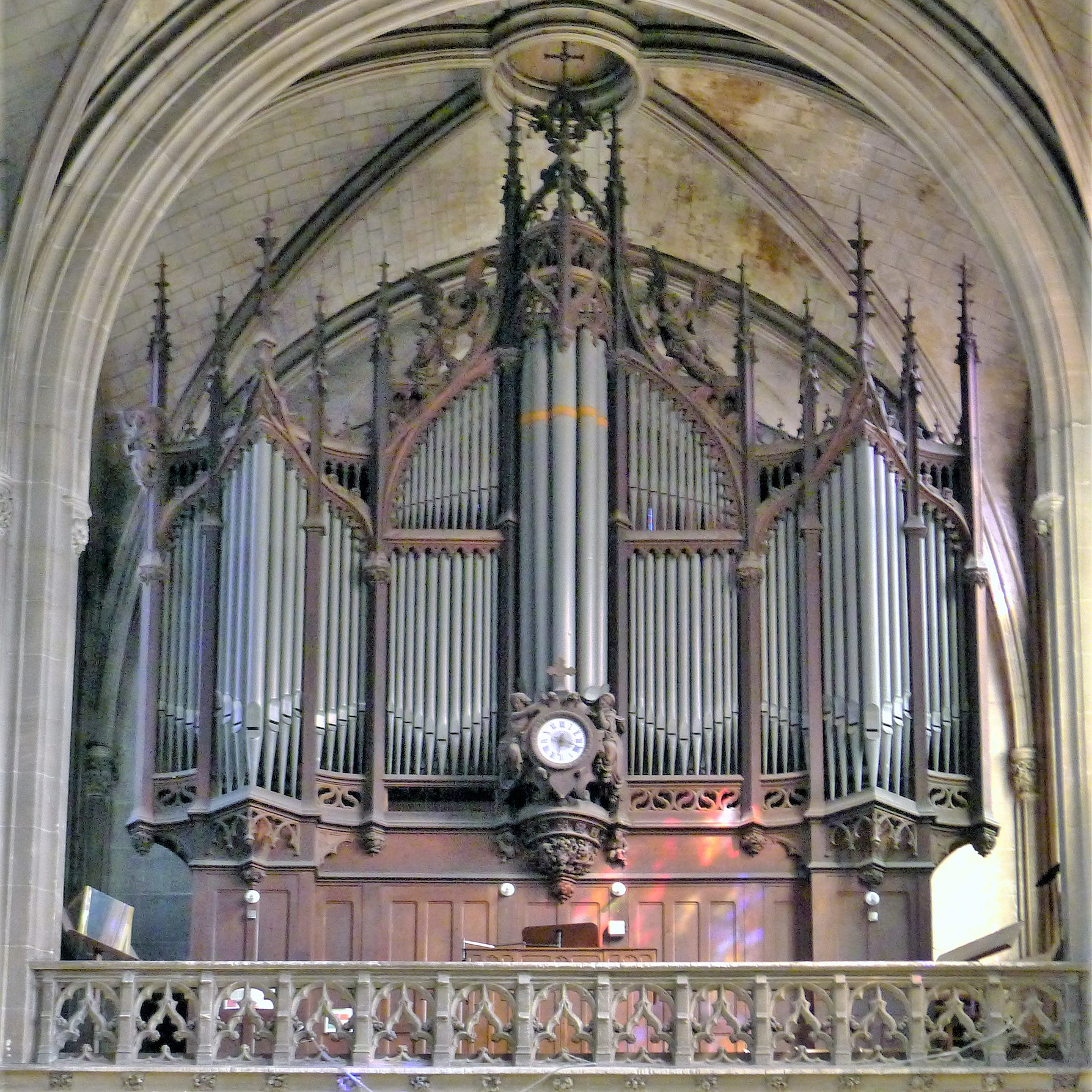
Órgano Tribune.